# Neon Nights (Film)
Neon Nights ist ein Klassiker der Pornofilmgeschichte von Cecil Howard aus dem Jahr 1981.

## Handlung
Sandy ist ein junges Mädchen, das mit dem Freund (Robert) ihrer Mutter im Bett erwischt wird und dann von zu Hause wegläuft, um ihre Schwester Denise in New York zu besuchen.

## Wissenswertes
- Neon Nights wurde zum Ende des sogenannten „Golden Age of Porn“ (siehe auch Porno Chic) gedreht.
- Der Regisseur macht den ganzen Film über Anspielungen auf die Filme Federico Fellinis und Psycho.
- Es gibt eine Hardcore- und eine 29 Minuten kürzere Kabel-TV-Fassung des Films.

## Kritiken
- „The grand master of erotic films“ – Playboy
- „A tremendous film! Supercharged, scorching sex... A blue-movie blockbuster!“ – Penthouse

## Auszeichnungen
- 2007: AVN Award „Best Classic DVD“
- XRCO Hall of Fame